# Dakoro
Dakoro – miasto w Nigrze, w regionie Maradi, w departamencie Dakoro. W 2013 liczyło 23 177 mieszkańców.